# Wálter Mazzantti
Wálter Uriel Mazzantti (Labardén, 5 de septiembre de 1996) es un futbolista profesional argentino que se desempeña como extremo en el Club Atlético Independiente, de la Primera División de Argentina.

## Trayectoria

### Inicios
Es oriundo del pueblo de Labardén, ubicado a 300 km al sur de Buenos Aires. Ahí vivió hasta la edad de 19 años. Su carrera como futbolista profesional tuvo un tardío despegar, su formación fue en el amateurismo propio de su pueblo natal, donde dice que se curtió con el fútbol que allí se jugaba, en donde en el ámbito profesional no existía competencia.
Después, con 19 años, se le presentó la oportunidad de probarse en Tigre, club que había estado haciendo prueba de jugadores en un pueblo vecino, en donde quedó seleccionado y fue llamado para la pretemporada del club.
Su desarrollo como futbolista pasó por muchas etapas, siendo Tigre el que le dio las herramientas para debutar. Con una cesión en Comunicaciones y posteriormente un par de temporadas en Atlanta, comenzó a llamar la atención en el extranjero, concretamente en Chile, por parte del Club Deportivo Huachipato.

### Huachipato
En junio de 2020, el Club Deportivo Huachipato oficializó la llegada de Mazzantti como refuerzo para la segunda rueda de la temporada 2020, en donde su velocidad y versatilidad llamaría rápidamente la atención de los medios locales. Para el año 2021, el 6 de abril, se estrenaría en las redes en copas internacionales jugando la Copa Sudamericana en el partido de vuelta contra Antofagasta, marcando el segundo tanto, en donde el resultado sería una victoria por 3-0, asegurando así el cupo para la fase de grupos, donde además sería el mejor evaluado del encuentro.

### Huracán
A principio de 2023, Mazzantti llegó al Club Atlético Huracán a préstamo donde al principio le costó ganar minutos con el entrenador Diego Dabove, pero luego con la llegada Diego Martínez logró ser una pieza⁶ importante en el equipo titular.
En diciembre de 2023, el club ejecutó la opción de compra del pase del jugador y automáticamente el contrato se renovó hasta diciembre de 2026.

## Estadísticas

### Clubes
Actualizado hasta su último partido disputado el 1 de agosto de 2025.
| Club                          | Div.          | Temporada     | Liga  | Liga  | Liga   | Copas nacionales | Copas nacionales | Copas nacionales | Torneos internacionales | Torneos internacionales | Torneos internacionales | Total | Total | Total  |
| Club                          | Div.          | Temporada     | Part. | Goles | Asist. | Part.            | Goles            | Asist.           | Part.                   | Goles                   | Asist.                  | Part. | Goles | Asist. |
| ----------------------------- | ------------- | ------------- | ----- | ----- | ------ | ---------------- | ---------------- | ---------------- | ----------------------- | ----------------------- | ----------------------- | ----- | ----- | ------ |
| C. A. Tigre Argentina         | 1.ª           | 2016-17       | 2     | 0     | 0      | —                | —                | —                | —                       | —                       | —                       | 2     | 0     | 0      |
| C. A. Tigre Argentina         | Total club    | Total club    | 2     | 0     | 0      | 0                | 0                | 0                | 0                       | 0                       | 0                       | 2     | 0     | 0      |
| C. A. Atlanta Argentina       | 3.ª           | 2017-18       | 14    | 0     | 0      | —                | —                | —                | —                       | —                       | —                       | 14    | 0     | 0      |
| C. A. Atlanta Argentina       | 3.ª           | 2018-19       | 19    | 0     | 1      | —                | —                | —                | —                       | —                       | —                       | 19    | 0     | 1      |
| C. A. Atlanta Argentina       | 2.ª           | 2019-20       | 19    | 4     | 1      | 1                | 0                | 0                | —                       | —                       | —                       | 20    | 4     | 1      |
| C. A. Atlanta Argentina       | Total club    | Total club    | 52    | 4     | 2      | 1                | 0                | 0                | 0                       | 0                       | 0                       | 53    | 4     | 2      |
| C. D. Huachipato · Chile      | 1.ª           | 2020          | 14    | 3     | 2      | —                | —                | —                | 2                       | 0                       | 0                       | 16    | 3     | 2      |
| C. D. Huachipato · Chile      | 1.ª           | 2021          | 33    | 3     | 6      | 2                | 0                | 0                | 7                       | 3                       | 0                       | 42    | 6     | 6      |
| C. D. Huachipato · Chile      | 1.ª           | 2022          | 23    | 4     | 0      | 4                | 0                | 0                | —                       | —                       | —                       | 27    | 4     | 0      |
| C. D. Huachipato · Chile      | Total club    | Total club    | 70    | 10    | 8      | 6                | 0                | 0                | 9                       | 3                       | 0                       | 85    | 13    | 8      |
| C. A. Huracán Argentina       | 1.ª           | 2023          | 15    | 1     | 0      | 17               | 5                | 2                | 4                       | 0                       | 1                       | 36    | 6     | 3      |
| C. A. Huracán Argentina       | 1.ª           | 2024          | 25    | 3     | 4      | 17               | 3                | 1                | —                       | —                       | —                       | 42    | 6     | 5      |
| C. A. Huracán Argentina       | 1.ª           | 2025          | 19    | 3     | 2      | —                | —                | —                | 5                       | 0                       | 0                       | 24    | 3     | 2      |
| C. A. Huracán Argentina       | Total club    | Total club    | 59    | 7     | 6      | 34               | 8                | 3                | 9                       | 0                       | 1                       | 102   | 15    | 10     |
| C. A. Independiente Argentina | 1.ª           | 2025          | 3     | 0     | 0      | 1                | 0                | 0                | —                       | —                       | —                       | 4     | 0     | 0      |
| C. A. Independiente Argentina | Total club    | Total club    | 3     | 0     | 0      | 1                | 0                | 0                | 0                       | 0                       | 0                       | 4     | 0     | 0      |
| Total carrera                 | Total carrera | Total carrera | 186   | 21    | 16     | 42               | 8                | 3                | 18                      | 3                       | 1                       | 246   | 32    | 20     |
| 1. 2.                         |               |               |       |       |        |                  |                  |                  |                         |                         |                         |       |       |        |